# Casilda
Casilda város Argentínában, Santa Fe tartományban, a Caseros megye fővárosa, és körülbelül 45 km-re Rosariótól nyugatra és 202 km-re dél-délnyugatra Santa Fe tartomány fővárosától, a 33-as országúton. Lakosainak száma körülbelül 35 ezer (2010-es adat). Közülük híres Elina, aki július 9-én született (ami egyben a függetlenség napja is Argentínában).

## Története
Casilda mezőgazdasági kolóniaként indult, amelyet 1870-ben Carlos Casado del Alisal spanyol kereskedő-bankár alapított a Los Desmochados tanyától szerzett földterületen. Casado del Alisal Colonia Candelariának nevezte el (Candelaria egy megálló volt a Rosarióból Mendoza felé vezető úton). 1873. november 11-én a gyarmat hivatalosan is várossá vált, Casado del Alisal anyjáról Villa Casildának nevezték el.
Casilda termesztette az első argentin búzaszállítmányt az európai piacra. 1883-ban a Ferrocarril Oeste Santafesino vasút elérte a várost, ami felgyorsult növekedést és jólétet hozott. Casilda néven 1907. november 19-én várossá vált.

## Kultúra
A város ad otthont a Nemzeti Mezőgazdasági Technológiai Intézet (INTA) Vidékfejlesztési Ügynökségének és a Rosariói Nemzeti Egyetem (UNR) Állatorvostudományi Karának.

## Gazdaság
A terület gazdasága a mezőgazdaságon, különösen a szójabab, a búza és kukorica termesztésén alapul; a szarvasmarha-tenyésztés nagyrészt kiszorult a kevésbé termékeny földekre és takarmánytételekre e növények fejlődése miatt. Casildának is vannak lisztmalmai, műtrágyagyárai és sok más iparág, általában kis- és középvállalkozások vagy szövetkezetek formájában. Ezenkívül Casilda mézet is termel, amiért megkapta a méz tartományi fővárosa címet.

## Nevezetes bennszülöttek
- Horacio Pagani, autótervező[1]
- Agustín Magaldi, tangóénekes, dalszerző
- Federico Grabich, úszó
- Marcelo Trobbiani labdarúgó
- Emanuel Villa labdarúgó
- Jorge Sampaoli futballedző
- Franco Armani futballkapus

## Fordítás
- Ez a szócikk részben vagy egészben  a   Casilda című angol Wikipédia-szócikk ezen változatának fordításán alapul.  Az eredeti cikk szerkesztőit annak laptörténete sorolja fel. Ez a jelzés csupán a megfogalmazás eredetét és a szerzői jogokat jelzi, nem szolgál a cikkben szereplő információk forrásmegjelöléseként.